# Chinoscopus ernsti
Chinoscopus ernsti là một loài nhện trong họ Salticidae.
Loài này thuộc chi Chinoscopus. Chinoscopus ernsti được Eugène Simon miêu tả năm 1900.